# 女からの眺め
『女からの眺め』（おんなからのながめ）は、1987年に日本テレビ系「火曜サスペンス劇場」で放送されたテレビドラマ。主演は岡田茉莉子、樹木希林。
副題「女だけで犯した20億円強奪作戦」 - VTR作品。

## あらすじ
それぞれに事情を抱える女たち・医師の鶴見朝子（岡田茉莉子）、看護婦の波崎くに子（樹木希林）、舞台女優の麻生花絵（三ツ矢歌子）、芸者の元木英子（永島暎子）、デパート経理課勤務の原まゆみ（川上麻衣子）、レースクイーンの辻井ユキ（城源寺くるみ）、掃除婦の土井原玉代（加藤治子）は結託し、まゆみの勤めるデパートから数十億という売上金を強奪して、郊外に自分たちだけの街・ユートピアを造ろうと企てる。

## キャスト
- 鶴見朝子 - 岡田茉莉子
- 原まゆみ - 川上麻衣子
- 元木英子 - 永島暎子
- 平田部長 - 浜畑賢吉
- 辻井ユキ - 城源寺くるみ
- 鶴見和夫 - 石山雄大
- 床山 - 川島一平
- 救急隊員 - 山岡八高
- 犬猫病院先生 - 池田鴻
- 相馬剛三
- 黒田伊久磨
- 松本敏男
- 津山栄一
- 有田正明
- 坂本美舟
- 柿原のり子
- 上条伊都子
- 高木しのぶ
- 北見青子
- 麻生花絵 - 三ツ矢歌子
- 木村修
- 恩田豊
- 安達弘規
- 高畑豊
- 三草秀樹
- 根本達雄
- ナレーター - 平映子
- 植村女医 - 黒田福美
- 料亭女将 - 大坪日出代
- 平田の妻 - 竹内幸子
- 元木健 - 野坂研
- 鶴見カズエ - 鈴木光枝
- 土井原玉代 - 加藤治子
- 波崎くに子 - 樹木希林

## スタッフ
- 企画 - 小坂敬（日本テレビ）
- プロデューサー - 長富忠裕（日本テレビ）、桑原秀郎（東映）、吉村晴夫（東映）
- 原案・脚本 - 早坂暁
- 音楽 - 佐藤允彦
- 技術 - 関巧
- カメラ - 桜井茂
- 照明 - 石田良之
- 録音 - 田村輝夫
- 音声 - 島田隆雄
- 調整 - 赤松比呂志
- 編集 - 本間研次
- 効果 - 伊藤克巳
- 美術 - 金子元昭
- 美術助手 - 原田恭明
- 美術進行 - 畠山耕一
- 装置 - 紀和美建（大場繁）
- 装飾 - 若松孝市
- 持道具 - 相坂孝秀
- 衣裳 - 東京衣裳（野村明子）
- メイク - 西脇和子
- スチール - 工藤勝彦
- 広報担当 - 東良子（日本テレビ）
- 助監督 - 川田理
- 記録 - 高橋扶佐緒
- 制作主任 - 赤坂幸隆
- 制作担当 - 黒木勝利
- 技術協力 - 東通
- 協力 - 十仁プラザ、東京ますいわ屋、メゾンド トワル、リツコ・シマムラ PYGMALION、富士通、日本光電、瑞穂医科工業、宮ケ瀬ダム工事事務所
- 協力 - 東映美術センター
- 制作協力 - 東映ビデオスタジオ
- テーマ曲 - 「夜のてのひら」 作詞 - 来生えつこ 作曲 - 筒美京平 編曲 - 武部聡志 唄 - 岩崎宏美（ビクターレコード）
- 音楽協力 - 日本テレビ音楽
- 監督 - 吉川一義
- 制作 - 日本テレビ
- 制作著作 - 東映